# 绍莫吉福伊斯
绍莫吉福伊斯，是匈牙利绍莫吉州所辖的一个村。总面积18.26平方公里，总人口547，人口密度30.0人/平方公里（2011年1月1日）。